# Krawatencross
Le Krawatencross est une course de cyclo-cross disputée depuis 1992 à Lille, dans la province d'Anvers, en Belgique. Il fait partie du calendrier de l'Union cycliste internationale et du Trophée des AP Assurances (ex Trophée Gazet van Antwerpen et Trophée Banque Bpost), depuis 1992. Sven Nys y détient le record de victoires chez les hommes, avec six succès. Une course féminine est organisée depuis 2003. Des compétitions en catégories masculines juniors et espoirs sont également courues. En 2004 et 2016, le Krawatencross n'a pas eu lieu. Le site de la course a accueilli ces années-là les championnats de Belgique de cyclo-cross, remportés en 2004 Bart Wellens chez les hommes et Anja Nobus chez les femmes et en 2016 par Wout van Aert chez les hommes et Sanne Cant chez les femmes.

## Palmarès

### Hommes élites
| Année | Vainqueur            | Deuxième               | Troisième           |
| ----- | -------------------- | ---------------------- | ------------------- |
| 1992  | Peter Willemsens     | Dirk Pauwels           | Guy Van Dijck       |
| 1993  | Paul Herijgers       | Erwin Vervecken        | Peter Willemsens    |
| 1994  | Paul Herijgers       | Peter Willemsens       | Alex Moonen         |
| 1995  | Paul Herijgers       | Marc Janssens          | Peter Willemsens    |
| 1996  | Erwin Vervecken      | Paul Herijgers         | Arne Daelmans       |
| 1997  | Adrie van der Poel   | Arne Daelmans          | Sven Nys            |
| 1998  | Erwin Vervecken      | Arne Daelmans          | Sven Nys            |
| 1999  | Bart Wellens         | Sven Nys               | Arne Daelmans       |
| 2000  | Sven Nys             | Bart Wellens           | Arne Daelmans       |
| 2001  | Sven Nys             | Bart Wellens           | Erwin Vervecken     |
| 2002  | Bart Wellens         | Erwin Vervecken        | Arne Daelmans       |
| 2003  | Arne Daelmans        | Bart Wellens           | Sven Nys            |
| 2004  | non-disputé          |                        |                     |
| 2005  | Sven Nys             | Richard Groenendaal    | Sven Vanthourenhout |
| 2006  | Sven Nys             | Erwin Vervecken        | Tom Vannoppen       |
| 2007  | Sven Nys             | Richard Groenendaal    | Gerben de Knegt     |
| 2008  | Niels Albert         | Bart Wellens           | Sven Nys            |
| 2009  | Niels Albert         | Sven Nys               | Bart Wellens        |
| 2010  | Sven Nys             | Zdeněk Štybar          | Kevin Pauwels       |
| 2011  | Kevin Pauwels        | Zdeněk Štybar          | Sven Nys            |
| 2012  | Tom Meeusen          | Zdeněk Štybar          | Kevin Pauwels       |
| 2013  | Niels Albert         | Klaas Vantornout       | Sven Nys            |
| 2014  | Sven Nys             | Lars van der Haar      | Tom Meeusen         |
| 2015  | Mathieu van der Poel | Wout van Aert          | Sven Nys            |
| 2016  | non-disputé          |                        |                     |
| 2017  | Mathieu van der Poel | Wout van Aert          | Tom Meeusen         |
| 2018  | Mathieu van der Poel | Tim Merlier            | Laurens Sweeck      |
| 2019  | Mathieu van der Poel | Michael Vanthourenhout | Toon Aerts          |
| 2020  | Wout van Aert        | Quinten Hermans        | Toon Aerts          |
| 2021  | Laurens Sweeck       | Michael Vanthourenhout | Corné van Kessel    |
| 2022  | Toon Aerts           | Niels Vandeputte       | Lars van der Haar   |
| 2023  | Laurens Sweeck       | Lars van der Haar      | Eli Iserbyt         |
| 2024  | Niels Vandeputte     | Joris Nieuwenhuis      | Joran Wyseure       |
| 2025  | Laurens Sweeck       | Toon Aerts             | Eli Iserbyt         |

### Femmes élites
| Année | Vainqueur              | Deuxième               | Troisième              |
| ----- | ---------------------- | ---------------------- | ---------------------- |
| 2003  | Anja Nobus             | Hilde Quintens         | Nicolle De Bie-Leijten |
| 2004  | non-disputé            |                        |                        |
| 2005  | Anja Nobus             | Loes Sels              | Hilde Quintens         |
| 2006  | Reza Hormes-Ravenstijn | Anja Nobus             | Sanne Cant             |
| 2007  | Reza Hormes-Ravenstijn | Loes Sels              | Sanne Cant             |
| 2008  | Daphny van den Brand   | Reza Hormes-Ravenstijn | Sanne Cant             |
| 2009  | Daphny van den Brand   | Marianne Vos           | Sanne Cant             |
| 2010  | Marianne Vos           | Daphny van den Brand   | Sanne Cant             |
| 2011  | Sanne Cant             | Marianne Vos           | Hanka Kupfernagel      |
| 2012  | Marianne Vos           | Daphny van den Brand   | Sanne Cant             |
| 2013  | Marianne Vos           | Sanne Cant             | Sanne van Paassen      |
| 2014  | Sanne Cant             | Marianne Vos           | Helen Wyman            |
| 2015  | Sanne Cant             | Ellen Van Loy          | Helen Wyman            |
| 2016  | non-disputé            |                        |                        |
| 2017  | Maud Kaptheijns        | Sanne Cant             | Laura Verdonschot      |
| 2018  | Sanne Cant             | Maud Kaptheijns        | Annemarie Worst        |
| 2019  | Sanne Cant             | Denise Betsema         | Loes Sels              |
| 2020  | Ceylin Alvarado        | Annemarie Worst        | Shirin van Anrooij     |
| 2021  | Ceylin Alvarado        | Lucinda Brand          | Denise Betsema         |
| 2022  | Lucinda Brand          | Annemarie Worst        | Ceylin Alvarado        |
| 2023  | Fem van Empel          | Ceylin Alvarado        | Annemarie Worst        |
| 2024  | Fem van Empel          | Lucinda Brand          | Laura Verdonschot      |
| 2025  | Lucinda Brand          | Inge van der Heijden   | Manon Bakker           |

### Hommes espoirs
| Année | Vainqueur           | Deuxième              | Troisième              |
| ----- | ------------------- | --------------------- | ---------------------- |
| 2003  | David Willemsens    | Petr Dlask            | Enrico Franzoi         |
| 2004  | non-disputé         |                       |                        |
| 2005  | Kevin Pauwels       | Rob Peeters           | Bart Dirkx             |
| 2006  | Niels Albert        | Kevin Pauwels         | Eddy van IJzendoorn    |
| 2007  | Rob Peeters         | Dieter Vanthourenhout | Eddy van IJzendoorn    |
| 2008  | Thijs van Amerongen | Philipp Walsleben     | Jempy Drucker          |
| 2009  | Jan Denuwelaere     | Philipp Walsleben     | Tom Meeusen            |
| 2010  | Arnaud Jouffroy     | Tom Meeusen           | Jan Denuwelaere        |
| 2011  | Jim Aernouts        | Lars van der Haar     | Micki van Empel        |
| 2012  | Wietse Bosmans      | Lars van der Haar     | Micki van Empel        |
| 2013  | Tim Merlier         | Tijmen Eising         | Wout van Aert          |
| 2014  | Wout van Aert       | Mathieu van der Poel  | Laurens Sweeck         |
| 2015  | Laurens Sweeck      | Toon Aerts            | Michael Vanthourenhout |
| 2016  | non-disputé         |                       |                        |
| 2017  | Quinten Hermans     | Thijs Aerts           | Eli Iserbyt            |
| 2018  | Eli Iserbyt         | Thijs Aerts           | Jens Dekker            |
| 2019  | Thomas Pidcock      | Niels Vandeputte      | Ben Turner             |
| 2020  | Niels Vandeputte    | Antoine Benoist       | Ryan Kamp              |
| 2021  | non-disputé         |                       |                        |
| 2022  | Pim Ronhaar         | Mees Hendrikx         | Thibau Nys             |
| 2023  | David Haverdings    | Emiel Verstrynge      | Victor Van de Putte    |
| 2024  | Victor Van de Putte | Ward Huybs            | Arne Baers             |
| 2025  | Yordi Corsus        | Guus van den Eijnden  | Kay De Bruyckere       |

### Hommes juniors
| Année | Vainqueur             | Deuxième             | Troisième            |
| ----- | --------------------- | -------------------- | -------------------- |
| 2003  | Dieter Vanthourenhout | Niels Albert         | Tom Van den Bosch    |
| 2004  | non-disputé           |                      |                      |
| 2005  | Wim Leemans           | Pieter Vanspeybrouck | Jan Van Dael         |
| 2006  | Boy van Poppel        | Dave De Cleyn        | Dries Govaerts       |
| 2007  | Ramon Sinkeldam       | Stef Boden           | Joeri Adams          |
| 2008  | Stef Boden            | Arnaud Jouffroy      | Jasper Ockeloen      |
| 2009  | Wietse Bosmans        | Tijmen Eising        | Corné van Kessel     |
| 2010  | Gianni Meersman       | Jens Adams           | David van der Poel   |
| 2011  | Laurens Sweeck        | Diether Sweeck       | Daniel Peeters       |
| 2012  | Yorben Van Tichelt    | Mathieu van der Poel | Wout van Aert        |
| 2013  | Mathieu van der Poel  | Yannick Peeters      | Thijs Aerts          |
| 2014  | Yannick Peeters       | Thijs Aerts          | Jelle Schuermans     |
| 2015  | Johan Jacobs          | Thijs Wolsink        | Eli Iserbyt          |
| 2016  | non-disputé           |                      |                      |
| 2017  | Florian Vermeersch    | Arne Vrachten        | Toon Vandebosch      |
| 2018  | Niels Vandeputte      | Ryan Kamp            | Witse Meeussen       |
| 2019  | Thibau Nys            | Witse Meeussen       | Jetze Van Campenhout |
| 2020  | Thibau Nys            | Ward Huybs           | Jetze Van Campenhout |
| 2021  | non-disputé           |                      |                      |
| 2022  | Yordi Corsus          | Aaron Dockx          | David Haverdings     |
| 2023  | Seppe Van den Boer    | Guus van den Eijnden | Yordi Corsus         |
| 2024  | Arthur van den Boer   | Tibo Vancampernolle  | Keano Geens          |
| 2025  | Giel Lejeune          | Lars Daelmans        | Keano Geens          |

### Femmes juniors
| Année | Vainqueur     | Deuxième          | Troisième   |
| ----- | ------------- | ----------------- | ----------- |
| 2022  | Zoe Bäckstedt | Xaydée Van Sinaey | Fleur Moors |